# Włókna stalowe do zbrojenia betonu

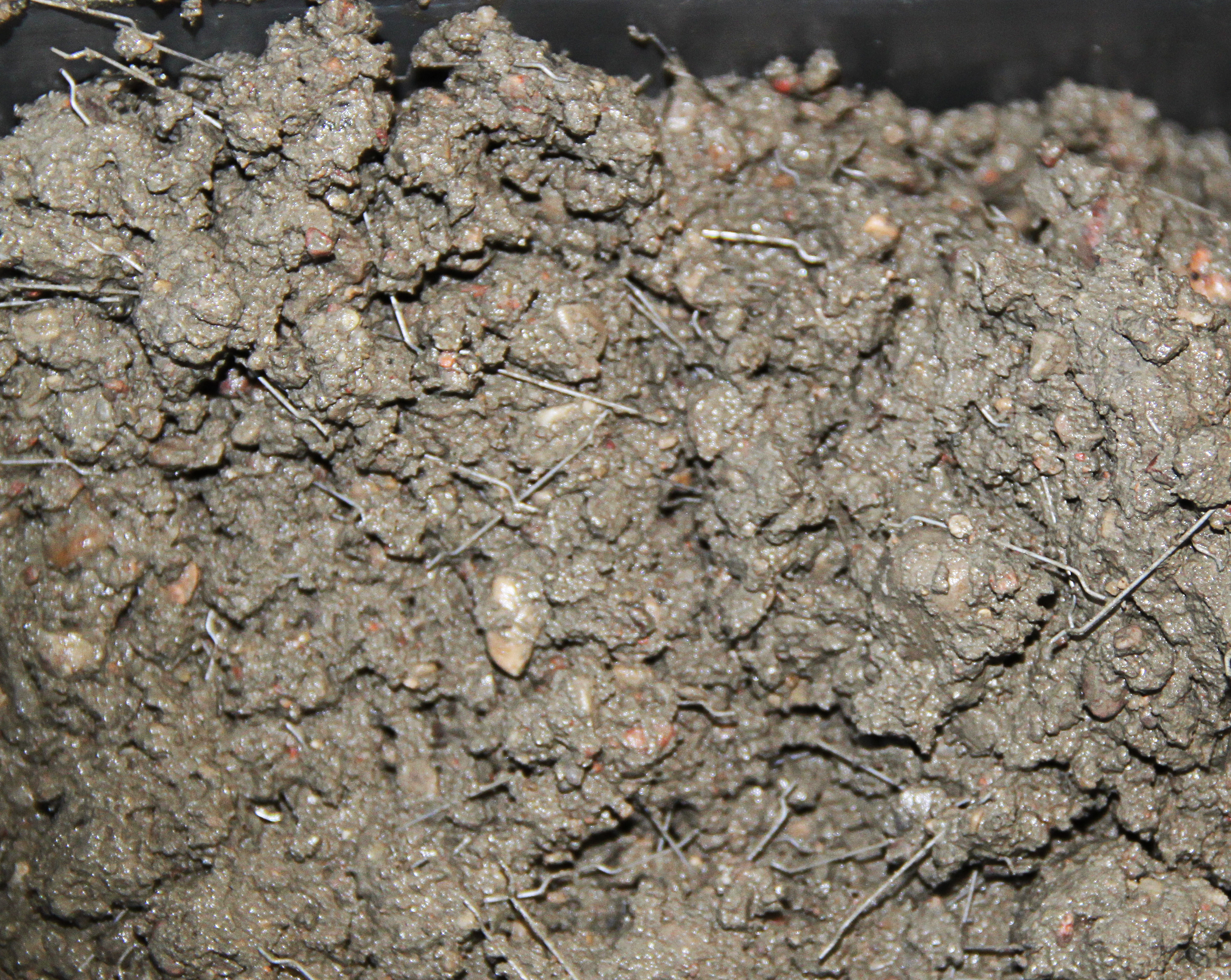
Włókna stalowe w mieszance betonowej

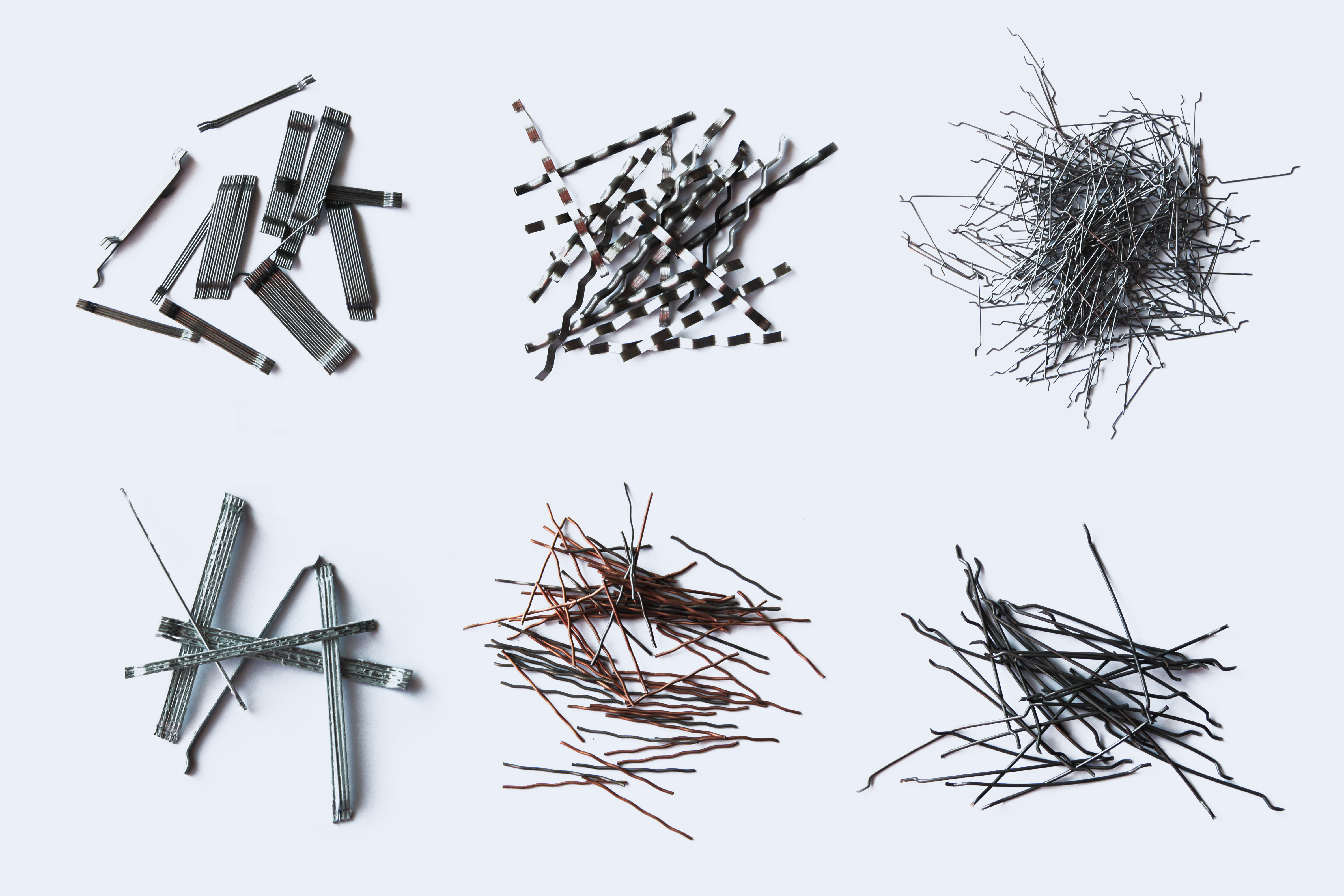
Różne kształty włókien stalowych

Włókna stalowe do zbrojenia betonu – najpowszechniej stosowane włókna do modyfikowania betonu. W wyniku modyfikacji  powstaje kompozyt zwany fibrobetonem (drutobetonem, włóknobetonem, SFRC - Stell Fibre Reinforced Concrete). Włókna występują w postaci prostych lub kształtowanych fragmentów cienkiego drutu stalowego. Uzyskiwane przez cięcie ciągłego drutu na krótkie odcinki i nadawanie mu pożądanych kształtów przez gięcie lub prasowanie. Dodane do betonu powodują polepszenie jego właściwości mechanicznych (głównie wytrzymałości na rozciąganie i zginanie).
Zawartość włókien stalowych w kompozycie betonowym mieści się w granicach 0,5-3% jego całej objętości.
Włókna stalowe w betonie powodują głównie:
- nabranie przez kompozyt cech materiału quasi-plastycznego[2],
- hamowanie propagacji rys i pęknięć w trakcie obciążania betonu[3],
- obniżenie skłonności do powstawania mikrorys skurczowych[3],
- wzrost wytrzymałości na rozciąganie przy zginaniu[4].

## Kształty włókien

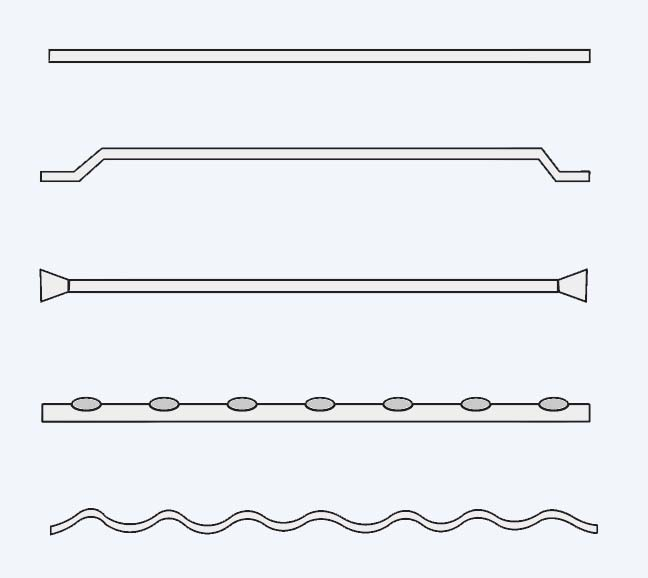
Najczęściej stosowane kształty włókien stalowych do modyfikowania betonu

Najczęściej stosowane i najbardziej efektywne kształty włókien stalowych to:

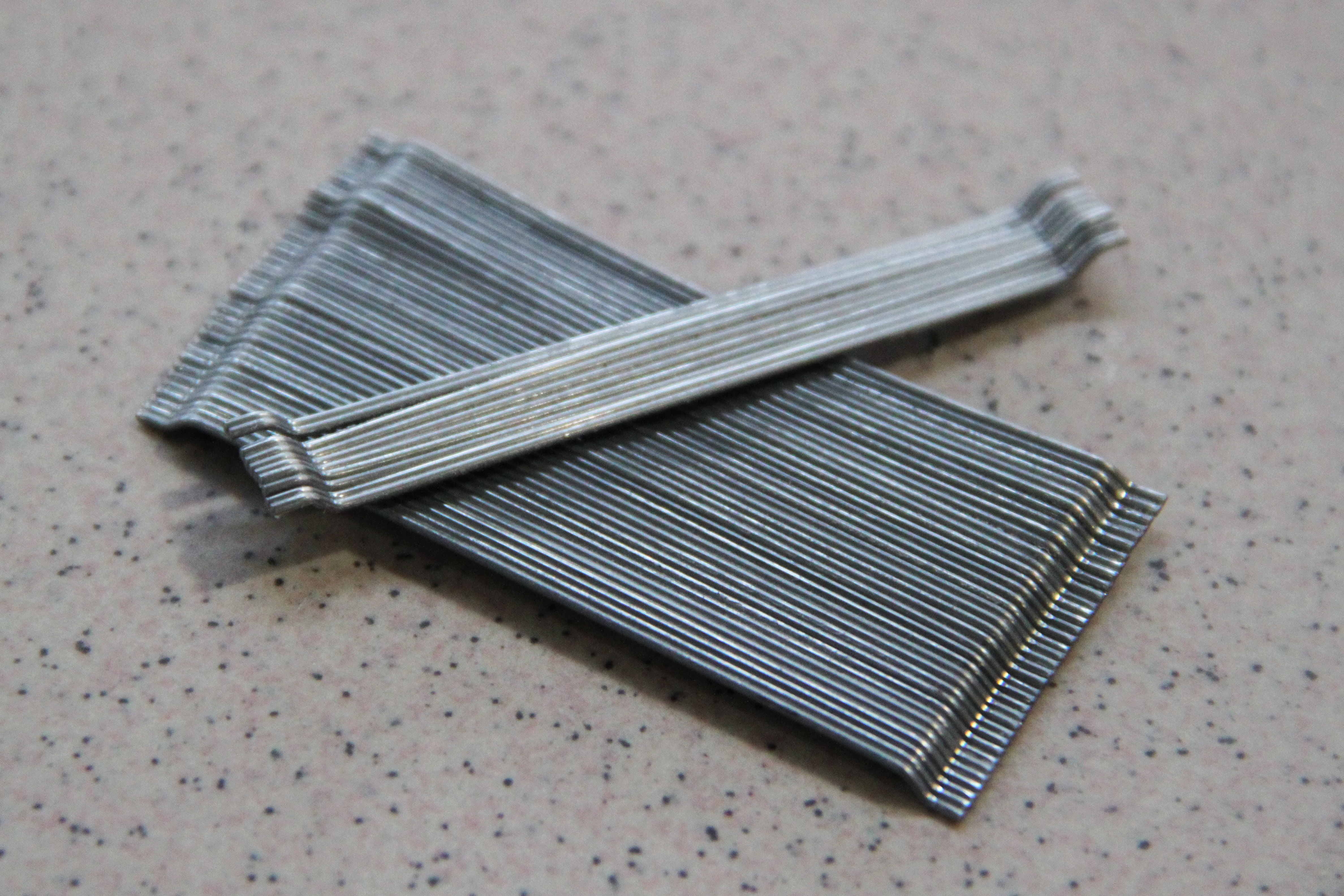
Włókna stalowe sklejone klejem

- gładkie, proste - stosowane jako pierwsze włókna do modyfikowania betonu, najmniej efektywne,
- zakończone hakiem po obu stronach,
- zakończone spłaszczeniami lub kulkami,
- nagniatane na całej długości,
- faliste z różnym kształtem fali.

Długość włókien wynosi od 25 do 60 mm, a średnica od 0,1 do 1,5 mm. Włókna stalowe mogą mieć różne kształty i wymiary. Najskuteczniejsze są włókna zakończone haczykami, gdyż umożliwiają zakotwienie w betonie co uniemożliwia ich wyciągnięcie.
Często włókna scalane są w pasma przy użyciu kleju łatwo rozpuszczalnego w wodzie. Po dodaniu ich do mieszanki betonowej klej się rozpuszcza, a włókna rozprowadzane są równomiernie w całej masie betonowej. Zapobiega to powstawaniu zbitych kul włókien, tzw. „jeży”. Taki zabieg wprowadził tylko jeden producent włókien stalowych – Bekaert.